# Rappetenreuth (Oberweißenbach)
Rappetenreuth war ein Gemeindeteil der Gemeinde Oberweißenbach im Landkreis Münchberg (Oberfranken, Bayern). Rappetenreuth liegt in der Gemarkung Oberweißenbach.
'

## Geografie
Bei der Einöde entspringt der Kleine Rehbach. Ein Anliegerweg führt nach Kriegsreuth (0,5 km südöstlich) bzw. zur Kreisstraße KU 26 bei Rappetenreuth-Grafengehaig (0,1 km westlich).

## Geschichte
Rappetenreuth gehörte zur Realgemeinde Oberweißenbach. Gegen Ende des 18. Jahrhunderts bestand Rappetenreuth aus einem Anwesen. Die Hochgerichtsbarkeit stand dem bayreuthischen Stadtvogteiamt Helmbrechts zu. Das Kastenamt Helmbrechts war Grundherr des Halbhofes.
Von 1797 bis 1810 unterstand Rappetenreuth dem Justiz- und Kammeramt Münchberg. Infolge des Ersten Gemeindeedikts wurde Rappetenreuth dem 1812 gebildeten Steuerdistrikt Unterweißenbach und der zugleich entstandenen Ruralgemeinde Unterweißenbach zugewiesen, die 1820 vergrößert wurde und wenige Jahre später nach Oberweißenbach umbenannt wurde. Im Zuge der Gebietsreform in Bayern wurde Rappetenreuth am 1. Juli 1972 nach Helmbrechts eingemeindet und mit Rappetenreuth (Wüstenselbitz) zum Helmbrechtser Gemeindeteil Rappetenreuth vereinigt wurde.

### Einwohnerentwicklung
| Jahr      | 1812  | 1861  | 1871  | 1885   | 1900   | 1925   | 1950   | 1961   | 1970  |
| Einwohner | *     | 8     | 8     | 9      | 5      | 6      | 4      | 4      | 3     |
| Häuser    | *     |       |       | 1      | 1      | 1      | 1      | 1      |       |
| Quelle    | [ 5 ] | [ 8 ] | [ 9 ] | [ 10 ] | [ 11 ] | [ 12 ] | [ 13 ] | [ 14 ] | [ 1 ] |

## Religion
Rappetenreuth ist evangelisch-lutherisch geprägt und bis heute nach St. Johannes der Täufer (Helmbrechts) gepfarrt.